# Lauzon (Rhône)
Pour les articles homonymes, voir Lauzon.
Le Lauzon est une rivière française des départements Drôme et Vaucluse des régions Provence-Alpes-Côte d'Azur et Auvergne-Rhône-Alpes et un affluent gauche du Rhône.

## Géographie
D'une longueur de 31,4 kilomètres,,
le Lauzon prend sa source sur la commune de Montségur-sur-Lauzon, près du lieu-dit les Fabrèges et d'un puits de pétrole, à 158 mètres d'altitude.
Il coule globalement du nord-est vers le sud-ouest et rencontre le canal de Donzère-Mondragon ce qui explique les deux identifiants pour le sandre V5100520 en rive gauche et V51-0400 en rive droite du canal.
Il conflue sur la commune de Mondragon, à 36 mètres d'altitude.

## Communes et cantons traversés
Dans les deux départements de la Drôme et de Vaucluse, le Lauzon traverse six communes et deux cantons :
- dans le sens amont vers aval : (source) Montségur-sur-Lauzon, Solérieux, Saint-Restitut, Bollène, Lamotte-du-Rhône, Mondragon (confluence)[notes 1].

Soit en termes de cantons, le Lauzon prend source dans le canton de Saint-Paul-Trois-Châteaux, traverse et conflue dans le canton de Bollène.

## Affluents
Le Lauzon a cinq affluents référencés :
- la Riaille (rd) 2,6 km, sur la seule commune de Solérieux.
- le Mayre Neuve (rd) 1,8 km, sur la seule commune de Bollène.
- le Mayre Girarde (rd) 6,1 km, sur les trois communes de Pierrelatte, Bollène et Lapalud avec un affluent :
  - le Mayre Rousse (rg) 2 km, sur les trois communes de Pierrelatte, Bollène et Lapalud.
- le Mayre-Boucharde (rd) 5,6 km, sur les deux communes de Lapalud, Lamotte-du-Rhône.
- le Rialet (rd) 10 km, sur les deux communes de Lapalud et Lamotte-du-Rhône.

## Hydrologie
Le Lauzon traverse quatre zones hydrographiques : le Lauzon rive gauche de la dérivation de Donzère-Mondragon (V510), la Robine et les Echaravelles (V511), le Rhône de l'Ardèche à la dérivation de Donzère-Mondragon (V513), le Lauzon rive droite de la dérivation de Donzère-Mondragon (V512)) pour un total de 67 104 km2. Le rang de Strahler est de deux.
(Cette explication n'a aucun sens, notamment parce que le Lauzon n'a rien à voir avec l'Ardèche.)

## Toponyme
Le Lauzon a donné son nom à la commune de Montségur-sur-Lauzon.